# Patatunturi
Patatunturi är en kulle i Finland.   Den ligger i den ekonomiska regionen Norra Lappland och landskapet Lappland, i den norra delen av landet, 900 km norr om huvudstaden Helsingfors. Toppen på Patatunturi är 380 meter över havet.
Terrängen runt Patatunturi är platt åt sydväst, men åt nordost är den kuperad.  Trakten runt Patatunturi är nära nog obefolkad, med mindre än två invånare per kvadratkilometer. Det finns inga samhällen i närheten. 